# Jaffna-Halbinsel

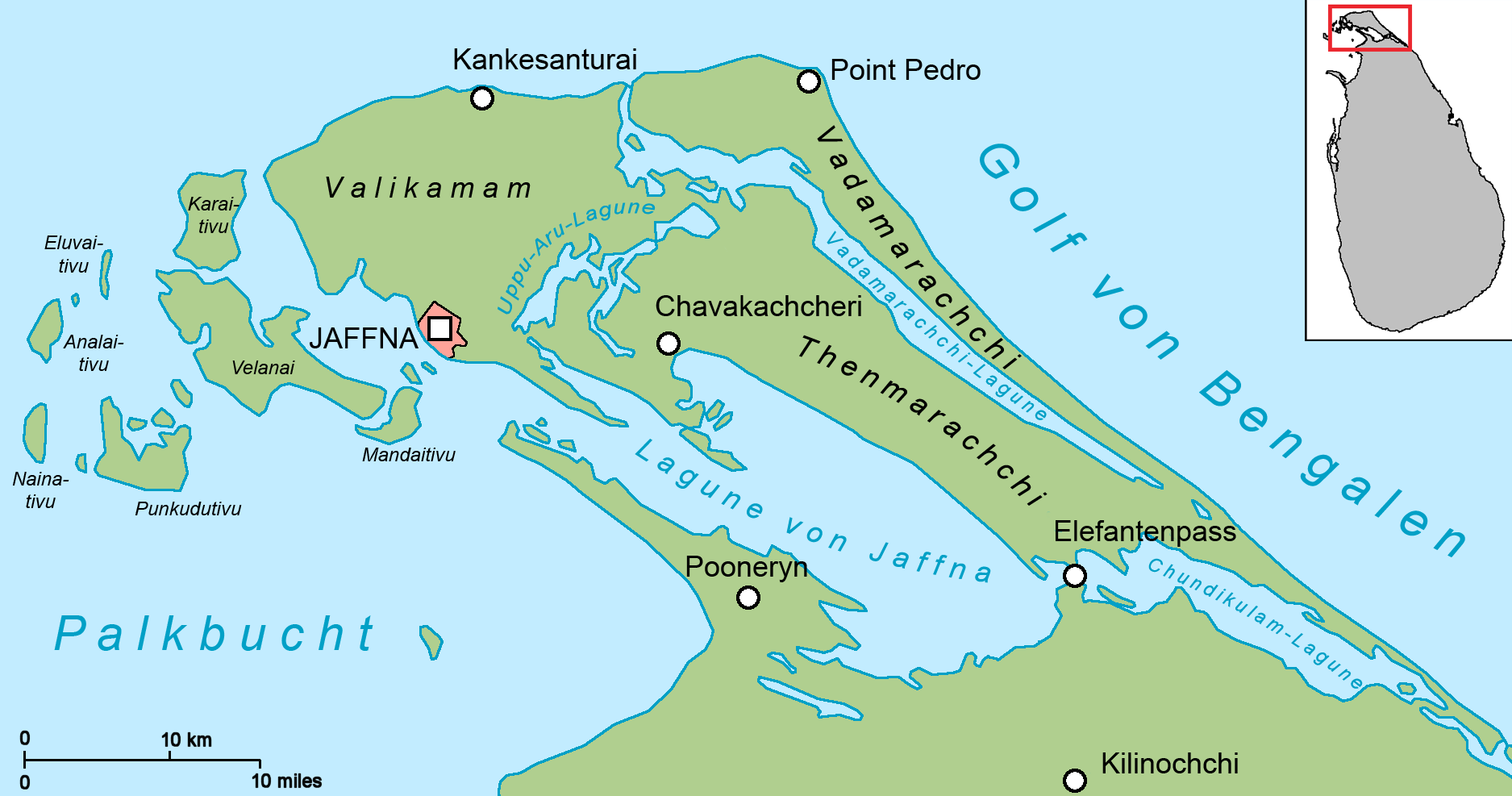
Karte der Jaffna-Halbinsel

Die Jaffna-Halbinsel (Tamil: யாழ்ப்பாணக் குடாநாடு Yāḻppāṇak kuṭānāṭu, Singhalesisch: යාපනය අර්ධද්වීපය Yāpanaya ardhadvīpaya, Englisch Jaffna Peninsula) ist ein Landstrich in der Nordprovinz Sri Lankas. Sie trägt ihren Namen nach Jaffna, der wichtigsten Stadt im Norden Sri Lankas.
Die Jaffna-Halbinsel ist der Hauptinsel nördlich vorgelagert. Sie hat inklusive Binnengewässern eine Fläche von 1014 Quadratkilometern, ihre größte Ausdehnung von Nordwesten nach Südosten beträgt rund 80 Kilometer. Von der Hauptinsel wird die Jaffna-Halbinsel durch die Lagune von Jaffna und die Chundikkulam-Lagune getrennt. Die einzige befahrbare Landverbindung ist ein künstlicher Damm an der schmalsten Stelle, dem Elefantenpass; zudem verbinden Nehrungen die Halbinsel mit der Ostküste der Hauptinsel. Im Norden grenzt die Jaffna-Halbinsel an den Golf von Bengalen, im Westen ist eine Gruppe von Inseln vorgelagert. Ein System von Lagunen und Salzpfannen in ihrem Inneren teilt die Jaffna-Halbinsel in drei Teile: Der westliche Teil, der durch die Uppu-Aru-Lagune abgegrenzt wird, heißt Valikamam. Der Ostteil der Jaffna-Halbinsel wird durch die Vadamarachchi-Lagune in einen nördlichen, dem Golf von Bengalen zugewandten Teil, genannt Vadamarachchi, und einen südlichen, der Jaffna-Lagune zugewandten Teil, Thenmarachchi, geteilt.
Das Terrain der Jaffna-Halbinsel ist sehr flach und erreicht im Mittel rund zwölf Meter über Meereshöhe. Das Grundgestein besteht aus miozänen Kalken, die gut geeignet sind, Grundwasser zu leiten. Die Grundwasserbildung geschieht durch Infiltration der saisonalen Regenfälle: Mehr als zwei Drittel des Jahresniederschlags von rund 1300 Millimetern fallen während des Nordostmonsuns zwischen Oktober und Dezember. Wegen des Fehlens von Flüssen auf der Jaffna-Halbinsel muss der Wasserbedarf gänzlich durch Brunnen gedeckt werden. Durch die zunehmende Wasserentnahme droht das Grundwasser aber zu versalzen.
Verwaltungsmäßig gehört der größte Teil der Jaffna-Halbinsel zum Distrikt Jaffna, ein kleinerer Teil nördlich des Elefantenpasses zum Distrikt Kilinochchi. Auf der Jaffna-Halbinsel leben rund 550.000 Menschen (Stand 2012). Damit ist die Jaffna-Halbinsel die mit Abstand am dichtesten besiedelte Gegend in der Nordprovinz. Die größte Stadt und wirtschaftliches Zentrum der Jaffna-Halbinsel ist Jaffna, im Westen der Halbinsel gelegen. Andere bedeutende Siedlungen sind Chavakachcheri östlich von Jaffna sowie Kankesanturai und Point Pedro an der Nordküste.